# Hamburgo S.V. II
El Hamburgo S.V. II (en alemán y oficialmente: Hamburger Sport-Verein e. V. II) es el equipo filial del club de fútbol alemán Hamburgo SV. Hasta 2005 el equipo se conocía con el nombre de Hamburger S.V. Amateure.
El equipo se ha clasificado para la primera ronda de la DFB-Pokal en cinco ocasiones. Actualmente juegan en la Regionalliga Nord, la cuarta categoría del sistema de la liga de fútbol en alemana.

## Historia
El equipo primero jugó en la liga de fútbol más alta en Hamburgo cuando ganó la promoción a la Amateurliga Hamburg en 1955. El equipo fue relegado de la liga en 1959 pero volvió en 1961. Con la introducción de la Bundesliga en 1963 y la Regionalliga como el segundo nivel por debajo de la Amateurliga que cayó al tercer nivel, fue renombrada como Landesliga Hamburgo. El HSV Amateure ganó el segundo lugar en liga en 1964, pero permaneció un poco indiferente en la Landesliga, eventualmente sufriendo otro descenso en 1972.
El equipo volvió a lo que se había convertido en la Verbandsliga Hamburg en 1979, inicialmente continuando su tendencia acabando a mitad de tabla, pero mejorando a partir de 1984. Ganó tres campeonatos de liga en 1986, 1987 y 1989 pero no pudo ganar la promoción a la Oberliga Nord en los primeros dos intentos, sucediendo eventual en el tercero. El equipo jugó en la Oberliga de 1989 a 1994 como un equipo de media tabla y se clasificó para la nueva Regionalliga Nord en 1994, cuando fue establecida.
El Hamburgo II jugó en la Regionalliga hasta el año 2000, cuando un decimosexto lugar lo obligó a bajar a la Schleswig-Holstein por dos temporadas. Un título de liga en 2002 permitió la promoción del club de nuevo a la Regionalliga Nord, donde ha estado jugando desde entonces, con un tercer puesto en 2014-15 como su mejor resultado.
El HSV II también ha participado en la DFB-Pokal en cinco ocasiones, gracias a su rendimiento en la Hamburger Pokal. En cuatro ocasiones, en 1974-75, 1981-82, 1996-97 y 1997-98, el equipo fue eliminado en la primera ronda, pero en 1991-92 avanzó a la cuarta ronda antes de perder 1-0 ante el Karlsruher SC.